# Kenneth Donald Cameron
Kenneth Donald Cameron (Cleveland, Ohio, 1949, november 29. –) amerikai űrhajós, ezredes.

## Életpálya
1970-be tengerészgyalogos tiszti képzésben részesült. Vietnámban gyalogsági szakasz parancsnok, majd az USA Saigon nagykövetségének biztonsági parancsnoka. 1973-ban kapott pilóta jogosítványt. Szolgálati repülőgépe az A–4M Skyhawks volt. Kiképzését követően egy évet Japánban szolgált. Beszéli a vietnámi és az orosz nyelvet. 1978-ban a Massachusetts Institute of Technology (MIT) keretében Légügyi és Űrhajózási ismeretekből vizsgázott. 1979-ben a  Michigan State University keretében megvédte diplomáját. 1983-ban tesztpilóta kiképzésben részesült. Az F/A–18 Hornet, az A–4, és az OV–10 Bronco repülőgépek tesztelésével foglalkozott. Több mint 4000 órát repült (repülő/űrrepülő), több mint 48 különböző repülőgépen.
1984. május 23-tól a Lyndon B. Johnson Űrközpontban részesült űrhajóskiképzésben, majd a Jurij Gagarin Űrhajóskiképző Központban is. Kiképzett űrhajósként az Űrrepülő Iroda megbízásából a Shuttle Avionics Integrációs Laboratory munkatársa. Kiképzett űrhajósként tagja volt az STS–28, STS–29, STS–30, STS–33 és  STS–34 támogató (tanácsadó, problémamegoldó) csapatának. 1994-től a NASA műveleti igazgatójaként Oroszországban dolgozott, ahol a Mir űrállomás alkalmazásáról kapott kiképzést. Három űrszolgálata alatt összesen 23 napot, 10 órát és 11 percet (562 óra) töltött a világűrben. Űrhajós pályafutását 1996. augusztus 5-én fejezte be. A Hughes Training Inc. (Houston) ügyvezető igazgatója. 1997-től a General Motors svédországi képviselője. 2003-tól vezető mérnök, 2007-től a NASA Engineering & Safety Center (NESC) igazgatóhelyettese.

## Űrrepülések
- STS–37, az Atlantis űrrepülőgép 8. repülésének pilótája. A Compton űrtávcsövet helyezték pályairányba. Egy űrszolgálata alatt összesen 5 napot, 23 órát, 32 percet és 44 másodpercet töltött a világűrben. 3 952 972 kilométert (2 487 075 mérföldet) repült, 93 alkalommal kerülte meg a Földet.
- STS–56, a Discovery űrrepülőgép 16. repülésének parancsnoka. A legénység az ATLAS–2 autonóm obszervatórium telepítésével és a SPARTAN–201 laboratórium kihelyezésével/visszanyerésével segítette a kutatómunka eredményességét. Egy űrszolgálata alatt összesen 9 napot, 6 órát és 8 percet (222 óra) töltött a világűrben. 6 202 407 kilométert (3 853 997 mérföldet) repült, 148 kerülte meg a Földet.
- STS–74, a Atlantis űrrepülőgép 15. repülésének parancsnoka. Ez volt a NASA második űrrepülőgép randevúja a Mir űrállomással. Életfeltételeket biztosító rakomány mellett a kutatási, kísérleti feladatok eszköz- és anyagállományát, csereeszközöket szállított. Sikeresen teljesítették a meghatározott programot. Egy űrszolgálata alatt összesen 8 napot, 4 órát és 31 percet (196 óra) töltött a világűrben. 5 500 000 kilométert (3 400 000 mérföldet) repült, 128 kerülte meg a Földet.